# バーバラ・ガスキン
バーバラ・ガスキン（Barbara Gaskin、1950年6月5日 - ）は、かつてイギリスのカンタベリー・ロックに関連していたイギリスの歌手である。
ガスキンはイギリスのフォーク・プログレ・バンドであるスパイロジャイラ（1969年–1974年）のリード・ボーカリストであった。1973年から1976年まで、彼女は3人組「ザ・ノーセッツ (The Northettes)」（一緒に組んだアン・ローゼンタールとアマンダ・パーソンズはともに音楽から引退している）のひとりとして、デイヴ・スチュワートのバンド、ハットフィールド・アンド・ザ・ノースでバック・ボーカルとして歌った。1981年に彼女とスチュワートはデュオを結成し、その年の9月に英国でナンバー・ワンとなったシングル「It's My Party」のカバー・バージョンを発表した。その後のシングル「Busy Doing Nothing」（1983年）、「ロコモーション」（1986年）も、デビュー・シングルほどには至らなかったものの、全英シングルチャートに登場した。続いて7枚のアルバムが、自身のレーベルであるBroken Recordsからリリースされた。ガスキンとスチュワートは引き続き協力し、アンディ・レイノルズ（ギター、1990年-2009年）、ベレン・マシューズ（ギター、2018年以降）、ドラマーのギャヴィン・ハリソン（東京2001年とロンドン2018年のコンサート）とライブを行っている。ガスキンはまた、エッグ（アルバム『ザ・シヴィル・サーフィス』）、ナショナル・ヘルス、ピーター・ブレグヴァド（アルバム『The Naked Shakespeare』）、フィル・ミラー、ナイジェル・プレイナー（ニールのアルバム『カンタベリー・パーティ』）、ジェーン・ウィードリン（アルバム『タングルド』）、リック・ビダルフ、モント・キャンベル（アルバム『ミュージック・フロム・ア・ラウンド・タワー』）と歌っている。

## 略歴
バーバラ・ガスキンはイギリスのハートフォードシャー州ハットフィールドで生まれ育った。彼女は10歳からピアノとチェロの正式なトレーニングを受けた。10代前半に、とても基本的なアコースティック・ギター（レッスン1：弦は外側を向く）を学び、地元のフォーク・クラブで演奏した。
1969年、ハットフィールドからカンタベリーに移り、カンタベリーのケント大学で哲学と文学の学位を取得したが、すぐにカンタベリーの音楽シーンに携わり、フォークロック・グループのスパイロジャイラにボーカリストとして参加した。スパイロジャイラはすぐにレコーディング契約を獲得し、その後、『セント・ラディガンズ』（B＆C Records、CAS 1042）、『オールド・ブート・ワイン』（Pegasus Records、PEG 13）、『ベルズ、ブーツ、アンド・シャンブルズ』（Polydor、2310 246）と名付けられた3枚のアルバムを作成した。そして、英国のカレッジ・サーキットで大々的にギグを行いながら、ヨーロッパでの数々のツアーを成功させた。同じ頃、ガスキンはギタリストのスティーヴ・ヒレッジ（ケント大学の学生）や、ヒレッジを通じてカンタベリーのバンドであるキャラヴァンのメンバーたちや、ヒレッジの旧友で音楽仲間であったデイヴ・スチュワートと出会った。ガスキンは、スチュワートのバンドであるハットフィールド・アンド・ザ・ノースでライブとレコードの両方にゲストとして参加した。また、デイヴ・スチュワートとヘンリー・カウのドラマーであるクリス・カトラーの発案による「オタワ・ミュージック・カンパニー」のメンバーとなった。エッグ、ハットフィールド・アンド・ザ・ノース、ヘンリー・カウなどのバンドが持つ複雑で主にインストゥルメンタルで奏でられる音楽とは対照的に、スパイロジャイラの持つ、より自然で叙情に駆り立てられたアプローチは、ガスキンがカンタベリーに住んでいた6年間に対する強い想いによって形づくられた音楽からの影響であった。
スパイロジャイラが解散したとき、ガスキンは東洋の哲学と文化に興味を持っていたため、イングランドを離れ、英語を教えてお金を稼ぎながらアジアを約3年間にわたって旅した。彼女はその間も歌い続けた（日本では、プロとして）。また、ジャワとバリに住んでいる間、ガムラン音楽にとても興味を持った。彼女はまたインドに合計18か月にわたり住んでいた。
イギリスに戻ると、ガスキンはドラマーのジャーメイン・ドーランに招かれてキーボードを演奏し、全員女性のバンド、レッド・ロール・オン (Red Roll On)で歌うことになった。カンタベリーに拠点を置くバンドは、ロンドン地域のクラブや美術大学で演奏した。そして、ガスキンはまた、ビル・ブルーフォードのアルバム『グラデュアリー・ゴーイング・トルネード』で、彼の作品にボーカルを提供することによって、デイヴ・スチュワートとの音楽的なつながりを再び持つこととなった。1981年、ガスキンとスチュワートは力を合わせてヒット・シングル「It's My Party」をレコーディングした。彼らのレーベル「Broken Records」と「ライコディスク」からのシングルやアルバムを通じてのコラボレーションは今日まで続いている。

## ディスコグラフィ

### スパイロジャイラ
- 『セント・ラディガンズ』 - St. Radigunds (1971年、B&C)
- 『オールド・ブート・ワイン』 - Old Boot Wine (1972年、B&C)
- 『ベルズ、ブーツ、アンド・シャンブルズ』 - Bells, Boots and Shambles (1973年、B&C)
- Burn the Bridges (2000年、Repertoire) ※1970年-1971年のデモ音源

### ハットフィールド・アンド・ザ・ノース
- 『ハットフィールド＆ザ・ノース』 - Hatfield And The North (1974年、Virgin)
- 『ザ・ロッターズ・クラブ』 - The Rotters Club (1975年、Virgin)
- 『アフターズ』 - Afters (1979年、Virgin) ※コンピレーション
- Hatwise Choice (2005年) ※ライブ
- Hattitude (2006年) ※ライブ

### エッグ
- 『ザ・シヴィル・サーフィス』 - The Civil Surface (1974年、Virgin)
- The Metronomical Society (2007年) ※1969年-1972年のラジオ出演用音源、ライブ音源

### ナショナル・ヘルス
- 『D.S.アル・コーダ』 - D.S. Al Coda (1982年)
- Complete (1990年) ※コンピレーション
- 『オリジナル・ナショナル・ヘルス』 - Missing Pieces (1996年) ※初期ライブ音源を中心としたコンピレーション

### ビル・ブルーフォード
- 『グラデュアリー・ゴーイング・トルネード』 - Gradually Going Tornado (1980年、Polydor)

### ピーター・ブレグヴァド
- The Naked Shakespeare (1983年、Virgin)

### ニール（ナイジェル・プレイナー）
- 『カンタベリー・パーティ』 - Neil's Heavy Concept Album (1984年)

### フィル・ミラー
- 『カッティング・ボース・ウェイズ』 - Cutting Both Ways (1987年、Cuneiform)

### ジェーン・ウィードリン
- 『タングルド』 - Tangled (1990年)

### リック・ビダルフ
- Second Nature (1994年、Voiceprint)

### モント・キャンベル
- 『ミュージック・フロム・ア・ラウンド・タワー』 - Music from a Round Tower (1996年、Resurgence)
- Music from a Walled Garden (2009年、MFA)

### スチュワート&ガスキン シングル、EP
- "It's My Party" (1981年)[10]
- "Johnny Rocco" (1982年)
- "Siamese Cat Song" (1983年)
- "Busy Doing Nothing" (1983年)
- "Leipzig" (1983年)
- "I'm in a Different World" (1984年)
- 「ロコモーション」 - "The Locomotion" (1986年)
- "Walking the Dog" (1992年)
- Hour Moon (2009年) ※EP

### スチュワート&ガスキン アルバム
- Up From The Dark (1986年) ※コンピレーション
- 『ザ・シングルズ』 - The Singles (1987年) ※コンピレーション
- 『ドリームス』 - As Far As Dreams Can Go (1988年)
- 『ビッグ・アイデア』 - The Big Idea (1989年)
- 『スピン』 - Spin (1991年)
- Selected Tracks (1993年) ※コンピレーション
- 『グリーン・アンド・ブルー』 - Green and Blue (2009年)
- 『ザ・TLG・コレクション』 - The TLG Collection (2009年) ※コンピレーション
- 『スター・クロックス』 - Star Clocks (2018年)